# Castelo de Montgilbert

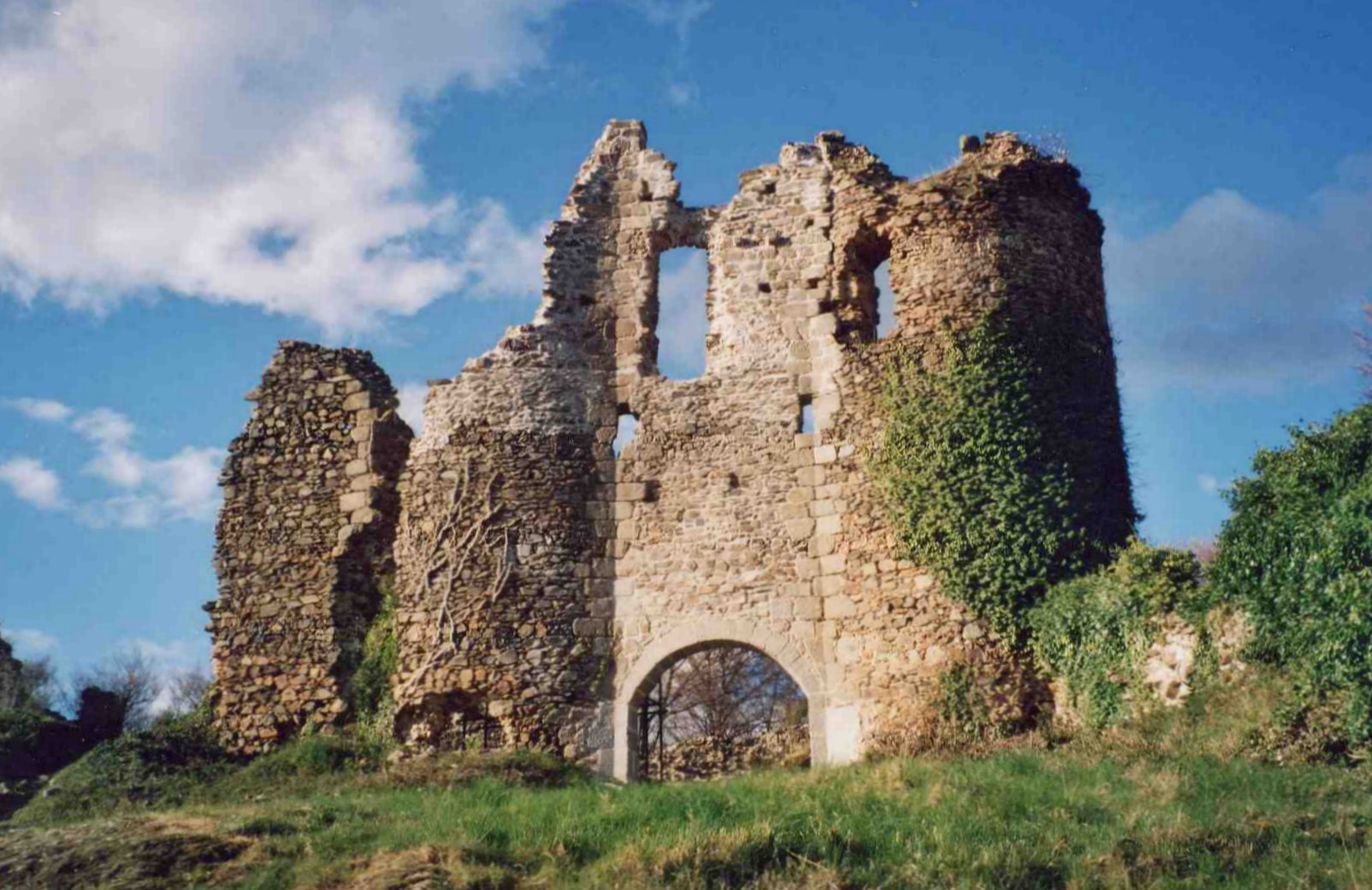

O Castelo de Montgilbert é uma fortaleza medieval em ruínas situada na comuna de Ferrières-sur-Sichon, 25 km a sudeste de Vichy no departamento de Allier na França.